# مطار هوايان ليانشوي
مطار هوايان ليانشوي (بالإنجليزية: Huai'an Lianshui Airport)‏ (إياتا: HIA، إيكاو: ZSSH) يقع في مدينة هوايان في جمهورية الصين الشعبية. صنف مطار هوايان ليانشوي في المرتبة التاسعة والتسعون في الصين من حيث عدد الركاب عام 2011 وفقًا لإدارة الطيران المدني في الصين، حيث تعامل مع 230,462 راكب، وبلغ إجمالي حركة الطائرات (القادمة والمغادرة) 5,060 طائرة وقد بلغت كمية البضائع المنقولة عبر المطار 1,557 طن.

## شركات الطيران والوجهات
| شركـات طيـران             | الوجهات |
| ------------------------- | --- |
| Air Chang'an              | مطار فوتشو تشانغله الدولي، مطار شيان شيانيانغ الدولي |
| طيران الصين               | مطار بكين العاصمة الدولي، مطار جينغديو الجديد (تبدأ في 16 أغسطس 2023) |
| Air Guilin                | مطار قويلين يانغ جيانغ الدولي، مطار هايكو ميلان الدولي |
| خطوط شرق الصين الجوية     | مطار قوانغتشو باييون الدولي، مطار لاسا الدولي، مطار شنيانغ الدولي، مطار ووهان الدولي، مطار شيان شيانيانغ الدولي، مطار شينينغ الدولي، مطار ينتشوان خه دونغ                                               |
| خطوط جنوب الصين الجوية    | مطار قوانغتشو باييون الدولي، مطار جييانغ شاوشان، مطار نانينغ الدولي، مطار شينزين باوان الدولي، مطار ييوو                                                                                                |
| China United Airlines     | مطار فوشان شادي (تبدأ في 22 يوليو 2023)، مطار تيانجين الدولي (تبدأ في 22 يوليو 2023)، مطار ونزهو يونجقيانج الدولي (تبدأ في 21 يوليو 2023)                                                               |
| Colorful Guizhou Airlines | مطار تشنغدو شوانغليو الدولي، مطار تشونغتشينغ جيانغبى الدولي، مطار قوييانغ لونغدونغابو الدولي |
| Jiangxi Air               | مطار نانتشانغ تشانغبى الدولي |
| Kunming Airlines          | مطار تاييوان وسو الدولي، مطار تشوهاى سانزو |
| خطوط لاكي الجوية          | مطار كونمينغ جانغشوي الدولي |
| Qingdao Airlines          | مطار تشانغتشون الدولي، مطار هاربين الدولي، مطار نانينغ الدولي، مطار جينجيانغ تشيوانتشو |
| سبرينغ (شركة طيران)       | مطار تشانغتشون الدولي، مطار هاربين الدولي، مطار جييانغ شاوشان، مطار لانتشو تشونغ تشوان، مطار نينغبو ليش الدولي، مطار شينزين باوان الدولي، مطار شيجياتشوانغ تشنغدينغ الدولي، مطار ونزهو يونجقيانج الدولي |
| خطوط زيامن الجوية         | مطار تشانغشا هوانغوا الدولي، مطار داليان الدولي، مطار جينجيانغ تشيوانتشو، مطار شنيانغ الدولي، مطار شيامن قاوتشي الدولي                                                                                  |